# Dumbarton
Dumbarton (schottisch-gälisch Dùn Bhreatann) ist eine Stadt in Schottland mit 19.969 Einwohnern; sie liegt etwa 20 km nordwestlich von Glasgow am Firth of Clyde an der Mündung des Flusses Leven.
Auf dem vulkanischen Basaltfelsen Dumbarton Rock befindet sich Dumbarton Castle, das als älteste Burg Schottlands gilt. Dumbarton war ab dem 5. Jahrhundert der Hauptort des frühmittelalterlichen Königreichs Strathclyde und danach Hauptstadt der traditionellen Grafschaft Dunbartonshire. Heute ist es der Hauptort des Verwaltungsbezirks West Dunbartonshire. Vom 18. Jahrhundert bis etwa zum Jahr 1960 war Dumbarton ein Zentrum des Schiffbaus.
Der Ort hat einen Bahnhof an der West Highland Line, einer Eisenbahnstrecke die Glasgow mit Fort William beziehungsweise Oban in den westlichen Highlands verbindet.

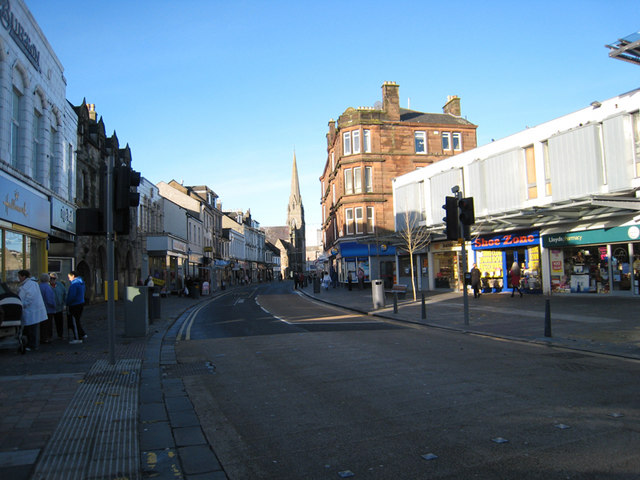
Innenstadtbereich
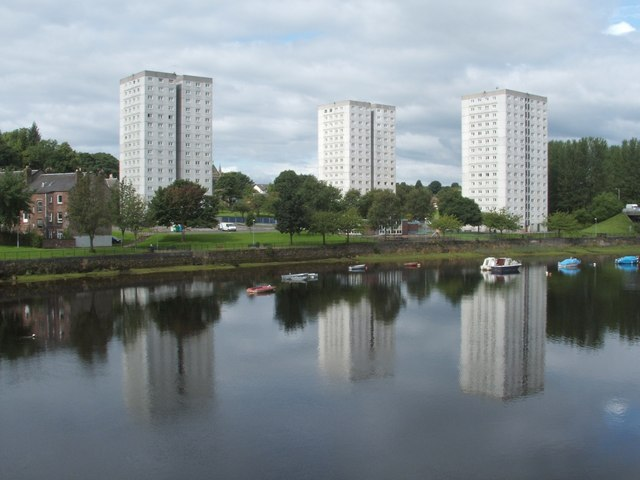
Wohnhochhäuser am Ufer des Leven
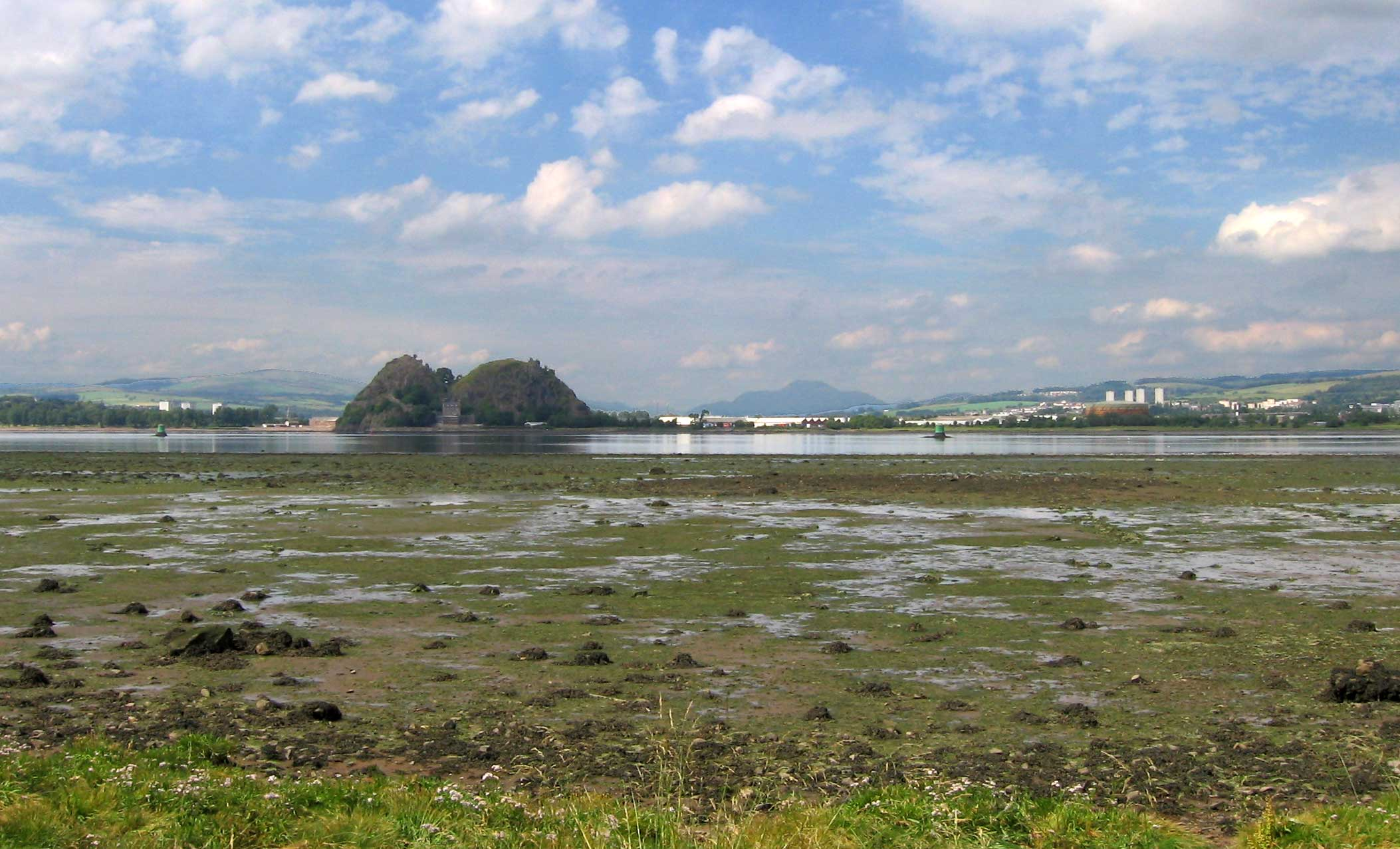
Blick auf Dumbarton über den  Clyde, rechts im Hintergrund neben dem Dumbarton Rock befindet sich Ben Lomond.

## Sport
Der zweifache schottische Meister FC Dumbarton wurde 1872 gegründet und ist damit der viertälteste Fußballverein Schottlands. Der Klub spielt momentan in der drittklassigen Scottish League One und trägt seit 2000 seine Heimspiele im Dumbarton Football Stadium aus. Davor spielte man von 1879 bis ins neue Jahrtausend im Boghead Park, was zum Zeitpunkt der Schließung das älteste noch genutzte Stadion Schottlands war.

## Persönlichkeiten
- Matthew Stewart, 4. Earl of Lennox (1516–1571), schottischer Adeliger, 2. Ehemann von Maria Stuart
- William Strang (1859–1921), Maler und Grafiker
- Johnny Madden (1865–1948), Fußballspieler und -trainer
- George Harcourt (1868–1947), Maler
- Dickie Boyle (1869–unbekannt), Fußballspieler
- Joseph Stenhouse (1887–1941), Marineoffizier, Kapitän und Expeditionsteilnehmer
- John Easdale (1919–1999), Fußballspieler
- Ewan Cameron (1922–1991), Chirurg
- Ian Campbell (1926–2007), Politiker
- Alex Rollo (1926–2004), Fußballspieler und -trainer
- Jackie Stewart (* 1939), Automobilrennfahrer
- David Byrne (* 1952), Musiker und Frontmann von Talking Heads
- Jimmy McCulloch (1953–1979), Musiker